# エセキエル・モスケラ
エセキエル・モスケラ（Ezequiel Mosquera、1975年11月19日- ）は、スペインの自転車競技選手。ガリシア州ア・コルーニャ県テオ出身。

## 来歴
プロロードレース選手となったのは1999年からだが、2005年まではポルトガル籍のチームに在籍していたこともあり、ロードレースの主要大会にはほとんど出場する機会がなかった。
2007年に現在のシャコベオ・ガリシアである、カルピン・ガリシアに移籍。
- ブエルタ・ア・エスパーニャ初出場。得意の山岳コースで力強い走りを見せて総合5位と健闘。

2008年
- バスク一周総合9位（第4ステージまでは総合2位）。
- ブエルタ・ア・エスパーニャの第14ステージでは、最後までアルベルト・コンタドール、リーヴァイ・ライプハイマーと競り合い3位に入り、総合4位と健闘した。

2009年、ブエルタ・ア・エスパーニャ総合5位。
2010年
- 8月上旬に行われたブエルタ・ア・ブルゴスで総合優勝のサムエル・サンチェスに次いで2位に入る。なお、同レース3位が同年のブエルタ・ア・エスパーニャで総合優勝争いを演じることになるヴィンチェンツォ・ニバリであった。
- ブエルタでは、登坂力を見せ、第17ステージ終了時点でニバリに39秒差の総合2位に浮上。最後のクライマックスとなった第20ステージでは終盤、ニバリと壮絶なアタック合戦を演じた末、ニバリを1秒差退けブエルタ初の区間優勝を果たした。総合ではニバリに41秒差の2位に入り、ブエルタ過去最高成績を収めた。
- 9月30日、当年のブエルタにおけるドーピング検査で、ヒドロキシエチル澱粉の陽性反応が確認される[1]。
- 11月6日、Bサンプルでも陽性反応が確認された[2]。

2011年
- ヴァカンソレイユ・DCMへの移籍が決まったが、上記の件につき、レース活動に支障をきたし、レース出場機会すらなかった。しかしながら、スペイン自転車競技連盟が出場停止処分を躊躇していたこともあり、結論だけが先延ばしされてきたが、当年11月17日、スペイン車連から2年間の出場停止処分が内示として出された[3]ことを踏まえ、ヴァカンソレイユ・DCMも2012年1月5日付でモスケラを解雇するに至った[4]。

## 特徴
栗村修曰く「ディーゼルエンジン」。アルベルト・コンタドールのような一撃で勝負を決めるアタックこそないものの、一度アタックに成功するとそのままのペースで走りきってしまう、山岳で走れるルーラー的脚質を持っている。